# Mubarak Ata Mubarak
Mubarak Ata Mubarak (arabisch مبارك عطا مبارك, DMG Mubārak ʿAṭā Mubārak; * 17. Dezember 1981) ist ein ehemaliger saudischer Hürdenläufer, der sich auf die 110-Meter-Distanz spezialisiert hat.

## Sportliche Laufbahn
Erste internationale Erfahrungen sammelte Mubarak Ata Mubarak im Jahr 1999, als er bei den Juniorenasienmeisterschaften in Singapur in 14,79 s den sechsten Platz über 110 m Hürden belegte. Im Jahr darauf siegte er in 14,02 s bei den Asienmeisterschaften in Jakarta und gewann dort in 39,60 s gemeinsam mit Mohamed al-Yami, Salem al-Yami und Jamal al-Saffar die Bronzemedaille mit der saudi-arabischen 4-mal-100-Meter-Staffel hinter den Teams aus Thailand und Japan. Anschließend nahm er erstmals an den Olympischen Sommerspielen in Sydney teil und wurde dort in der ersten Runde über 110 m Hürden disqualifiziert und kam auch mit der Staffel mit 39,94 s nicht über den Vorlauf hinaus. Daraufhin schied er bei den Juniorenweltmeisterschaften in Santiago de Chile mit 13,91 s im Halbfinale über die Hürden aus und siegte dann in 14,03 s bei den Arabischen Juniorenmeisterschaften in Damaskus. 2001 erreichte er bei den Weltmeisterschaften im kanadischen Edmonton das Halbfinale und schied dort mit 13,98 s aus und mit der Staffel schied er mit 39,04 s ebenfalls im Semifinale aus. Im Oktober siegte er dann in 13,6 s bei den Arabischen Meisterschaften in Damaskus. Im Jahr darauf siegte er in 13,60 s bei den Westasienspielen in Kuwait und siegte in 39,02 s auch in der 4-mal-100-Meter-Staffel. Anschließend gewann er bei den Asienmeisterschaften in Colombo in 13,96 s die Silbermedaille im Hürdensprint hinter dem Chinesen Liu Xiang und sicherte sich im Staffelbewerb in 39,16 s gemeinsam mit Khalifa al-Sagar, Salem Mubarak al-Yami und Jamal al-Saffar die Silbermedaille hinter dem thailändischen Team. Daraufhin nahm er an den Asienspielen in Busan teil und belegte dort in 14,07 s den fünften Platz im Hürdenlauf und gelangte auch im Staffelbewerb mit 40,00 s auf Rang fünf.
2003 kam er bei den Weltmeisterschaften in Paris mit der 4-mal-100-Meter-Staffel im Vorlauf nicht ins Ziel und siegte anschließend in 13,71 s bei den Arabischen Meisterschaften in Amman. Im Dezember gewann er bei den Militärweltspielen in Catania in 14,16 s die Silbermedaille hinter dem Polen Artur Kohutek. Im Jahr darauf nahm er erneut an den Olympischen Sommerspielen in Athen teil und schied dort mit 13,81 s in der ersten Runde über 110 m Hürden aus und anschließend gewann er bei den Panarabischen Spielen in Algier in 13,71 s die Silbermedaille hinter dem Sudanesen Todd Matthews-Jouda. Zudem siegte er in 39,40 s mit der saudischen 4-mal-100-Meter-Staffel. 2005 siegte er in 13,70 s bei den Islamic Solidarity Games in Mekka und belegte anschließend bei den Asienmeisterschaften in Incheon in 14,13 s den sechsten Platz. Zudem gewann sie dort in 39,25 s gemeinsam mit Faraj al-Dosari, Yahya al-Gahes und Hamed Hamadan al-Bishi die Bronzemedaille hinter den Teams aus Japan und Thailand. Kurz darauf gewann er bei den Arabischen Meisterschaften in Radès in 13,96 s die Bronzemedaille im Hürdenlauf hinter den Tunesiern Hamdi Mhirsi und Aymen Ben Ahmed und gewann mit der Staffel in 39,88 s die Goldmedaille. Im Jahr darauf nahm er erneut an den Asienspielen in Doha teil und schied dort mit 14,24 s in der Vorrunde über die Hürden aus und belegte mit der Staffel in 40,18 s den sechsten Platz. 2009 belegte er bei den Arabischen Meisterschaften in Damaskus in 14,07 s den vierten Platz über 110 m Hürden und gelangte anschließend bei den Asienmeisterschaften in Guangzhou mit 14,61 s auf Rang sieben. Im März 2011 bestritt er in Riad seinen letzten offiziellen Wettkampf und beendete daraufhin seine aktive sportliche Karriere im Alter von 31 Jahren.

## Persönliche Bestzeiten
- 100 Meter: 10,54 s, 13. März 2002 in Dammam
- 110 m Hürden: 13,68 s (+1,4 m/s), 18. Juli 2004 in Lapinlahti